# Wolfgang Aigner (Journalist)
Wolfgang Aigner (* 1951) ist ein deutscher Journalist. Er konzipierte B5 aktuell, den Nachrichtenkanal des Bayerischen Rundfunks, und war dessen erster Redaktionsleiter.

## Leben
Aigner begann  1974 in der Bayernabteilung des BR. 1988 ging er für ein Jahr als Hörfunkkorrespondent in die USA. Angeregt durch CNN, entwickelte er anschließend ein reines Nachrichtenprogramm für den Hörfunk des BR: 1991 schließlich ging B5 aktuell unter Aigners Leitung auf Sendung. 2004 wurde Aigner zum Hauptabteilungsleiter Familie und Gesellschaft befördert. Ab 2006 war er Programmbereichsleiter Bayern 2.

## Buchveröffentlichung
1993 Bill Clinton, ISBN 978-3-453-06336-5